# Plăiești, Cluj
Plăiești, în trecut Chiend, (în maghiară Kövend), este un sat în comuna Moldovenești din județul Cluj, Transilvania, România.

## Istoric
Prima atestare documentară este din anul 1291 cu denumirea Kuend.
Următoarele obiective au fost înscrise pe Lista monumentelor istorice din județul Cluj, elaborată de Ministerul Culturii din România în anul 2015:
- Așezarea neolitică din punctul "Roata Șoarecelui" (cod LMI CJ-I-s-B-07144)
- Situl arheologic din punctul "Pe Vale" (cod LMI CJ-I-s-B-07145)
- Situl arheologic din punctul "Stână" (cod LMI CJ-I-s-B-07146)
- Biserica Unitariană din sec. XV-XVIII (cod LMI CJ-II-m-B-07736)

Pe Harta Iosefină a Transilvaniei din 1769-1773 (Sectio 124), localitatea apare sub numele de „Kövend”. 
Până în anul 1876 a aparținut Scaunului Secuiesc al Arieșului.

## Lăcașuri de cult
- Biserica Unitariană. Veche biserică din secolul al XV-lea, inițial romano-catolică, după Reforma Protestantă trecută în serviciul cultului unitarian (1570). Tavan cu casete pictate (1721, 1796, 1913). 166 casete au motive florale. Biserica este înscrisă pe lista monumentelor istorice din județul Cluj (2010).

## Imagini

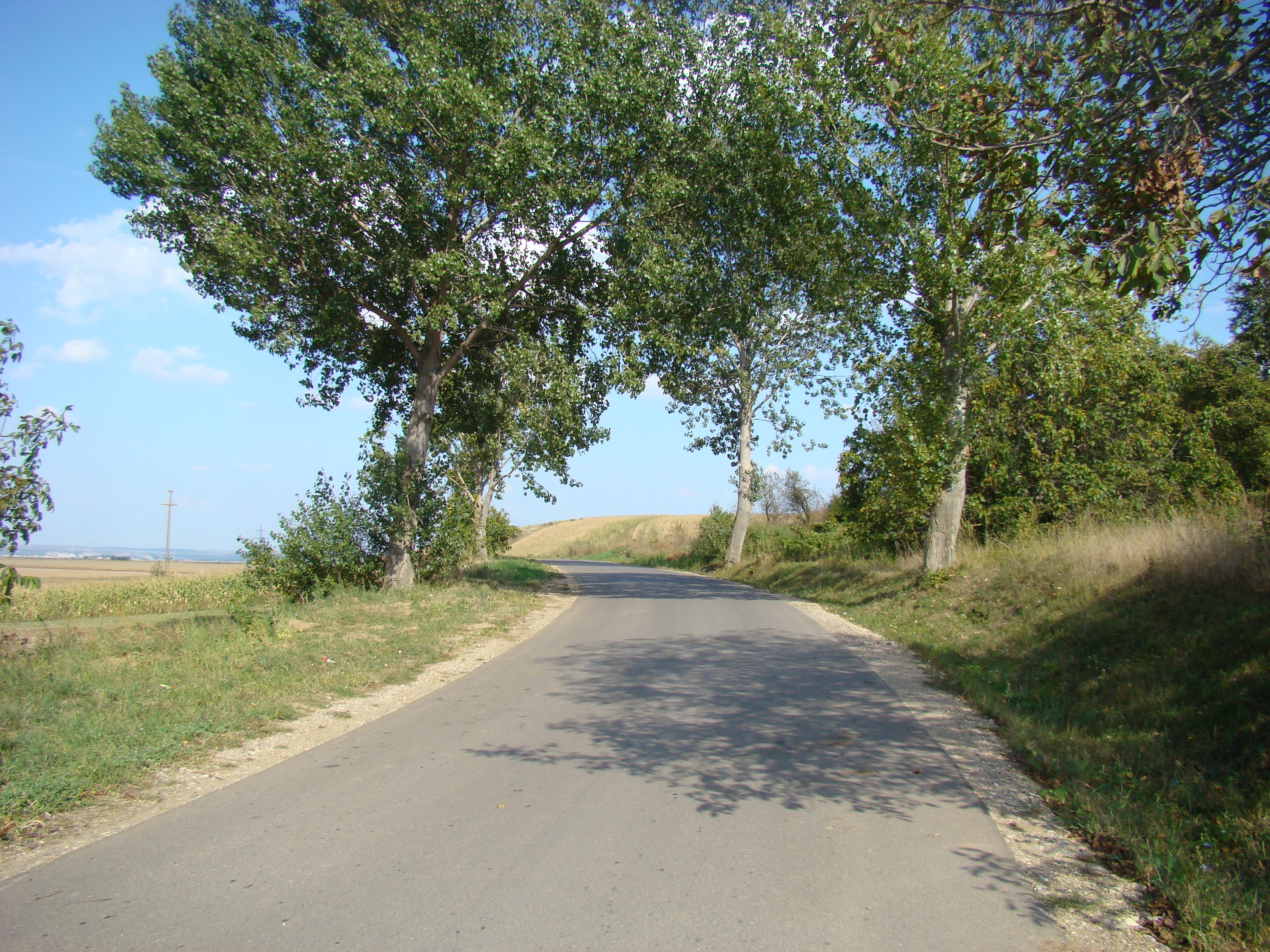
Drumul Bădeni-Plăiești
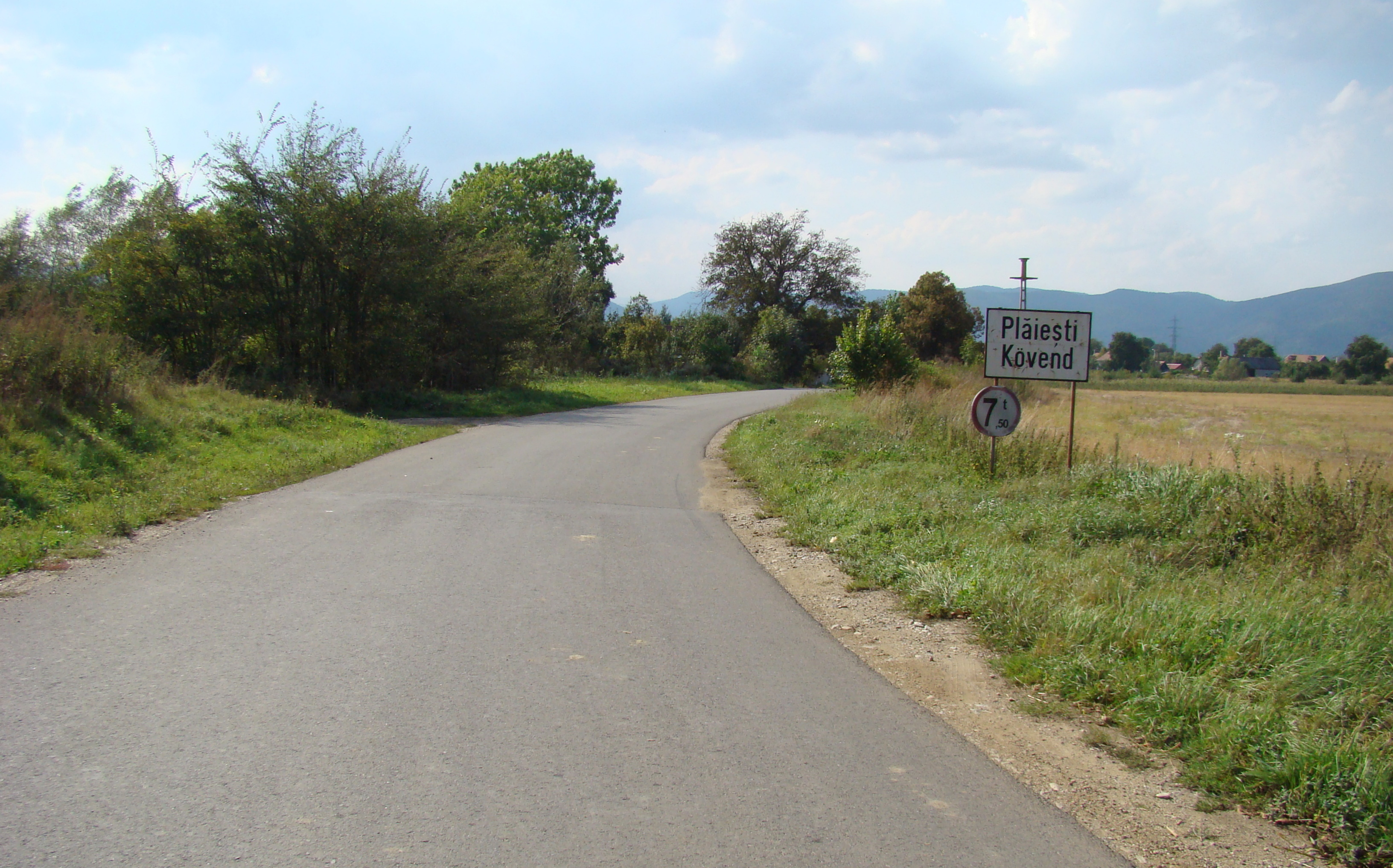
Intrarea în localitate
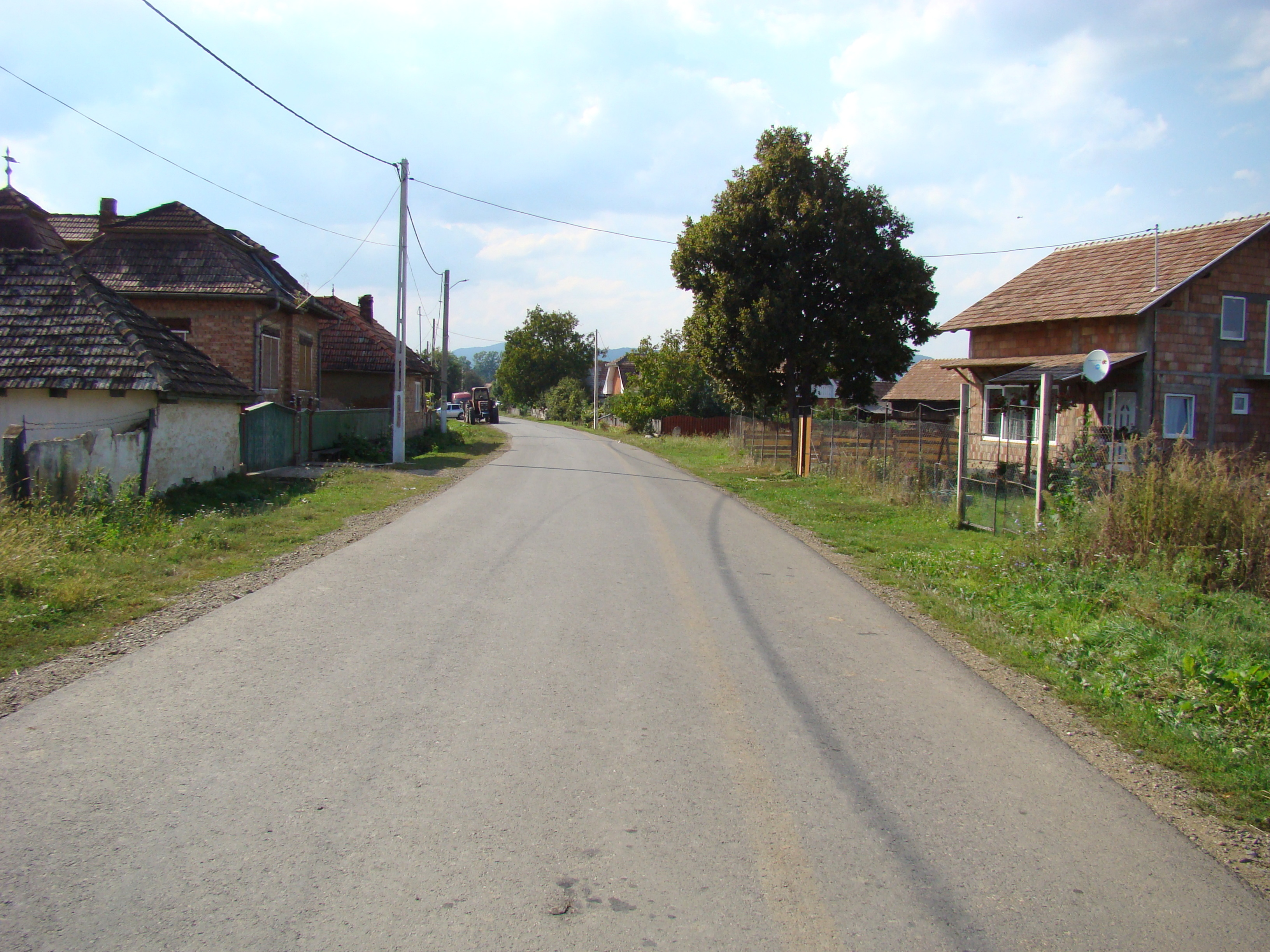
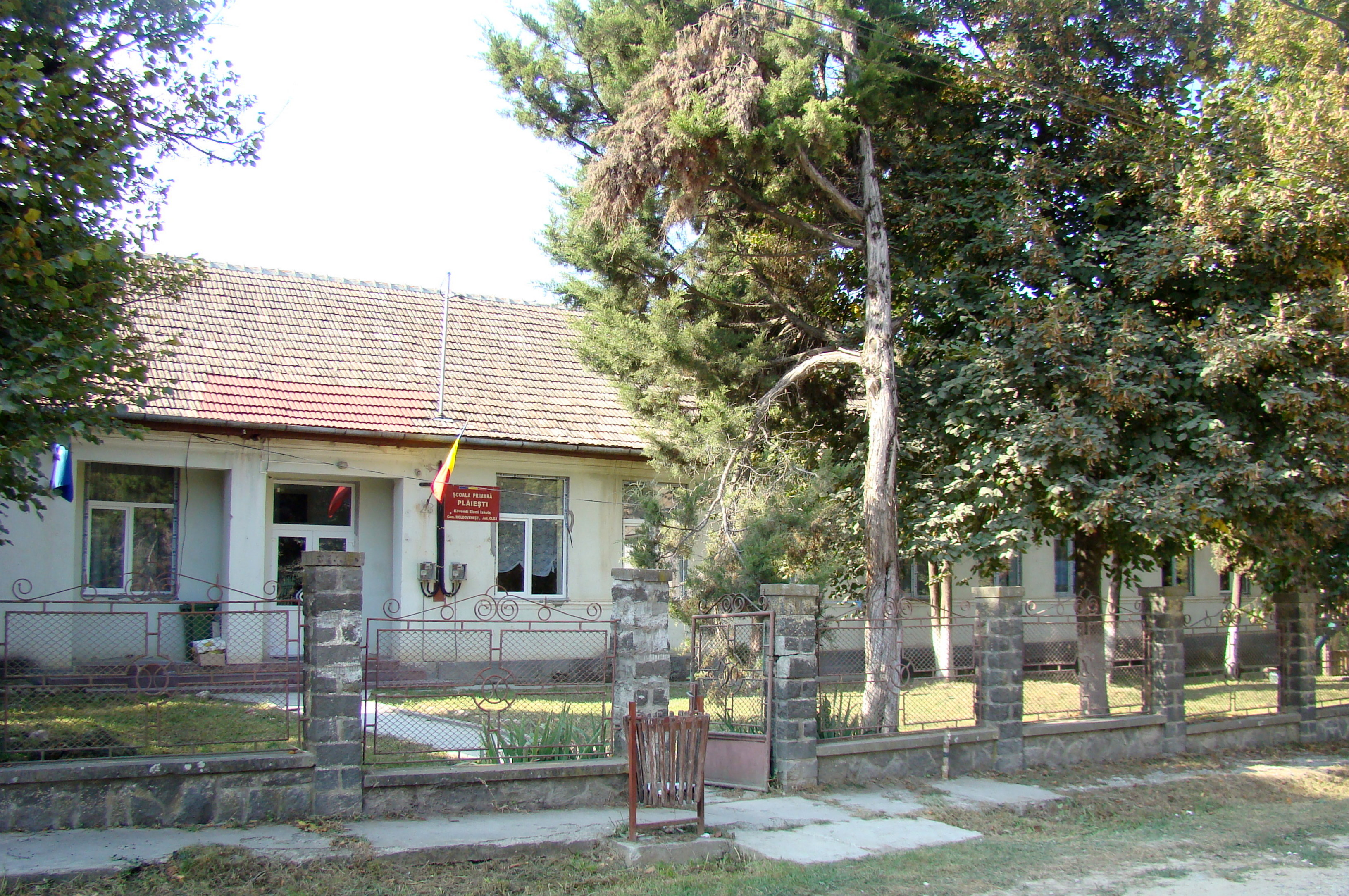
Școala
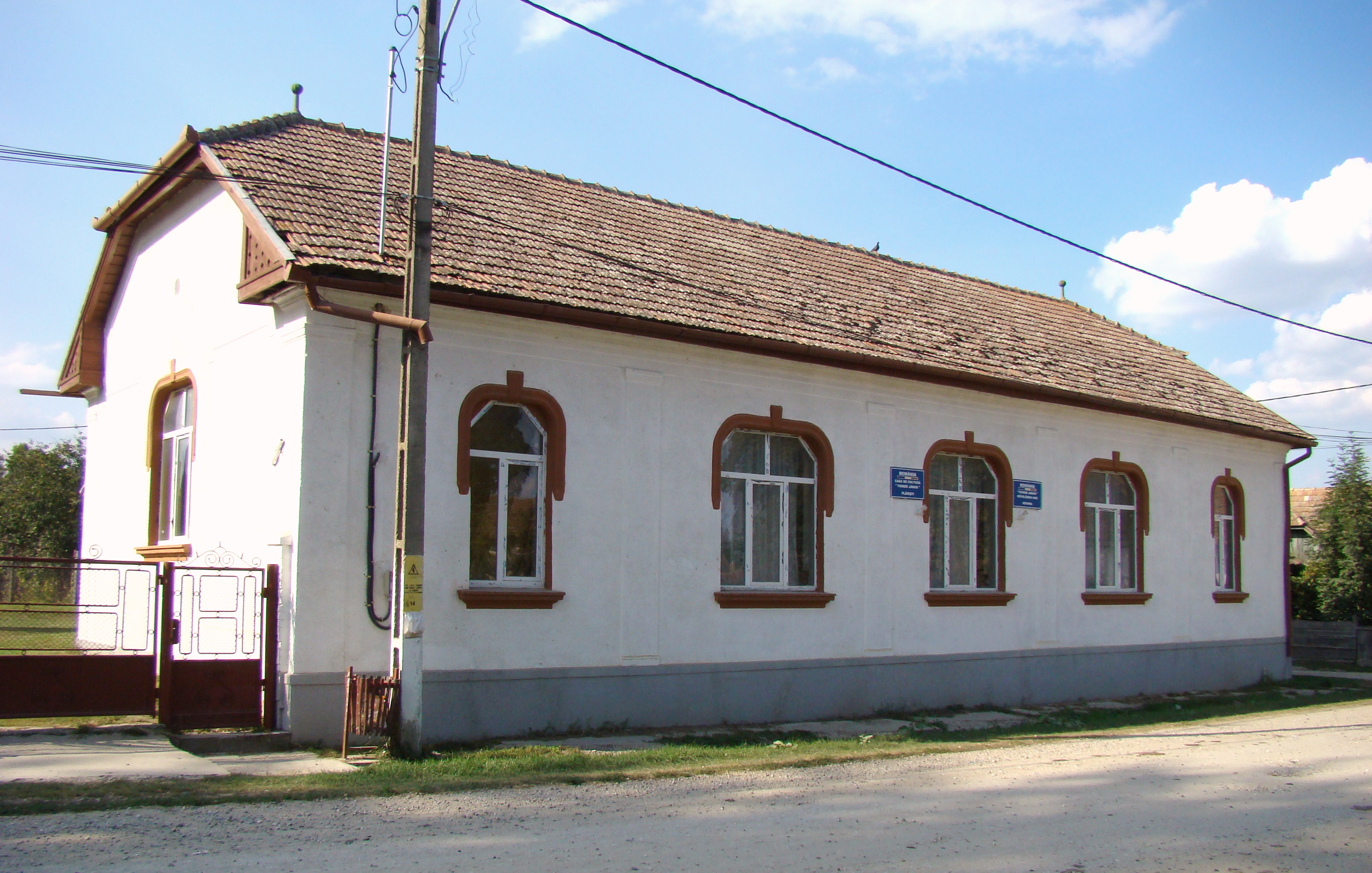
Casa de cultură „Fikker János”
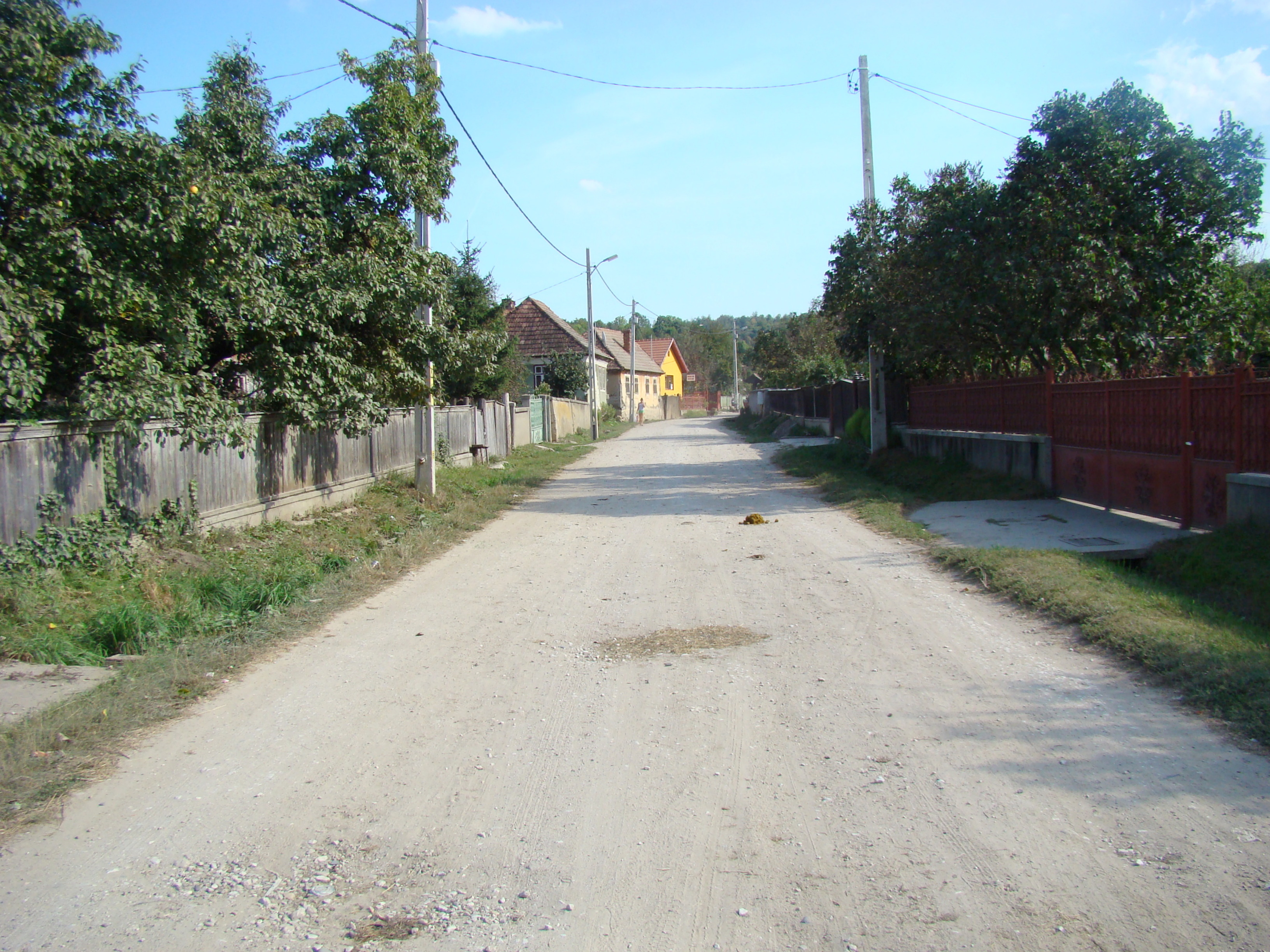
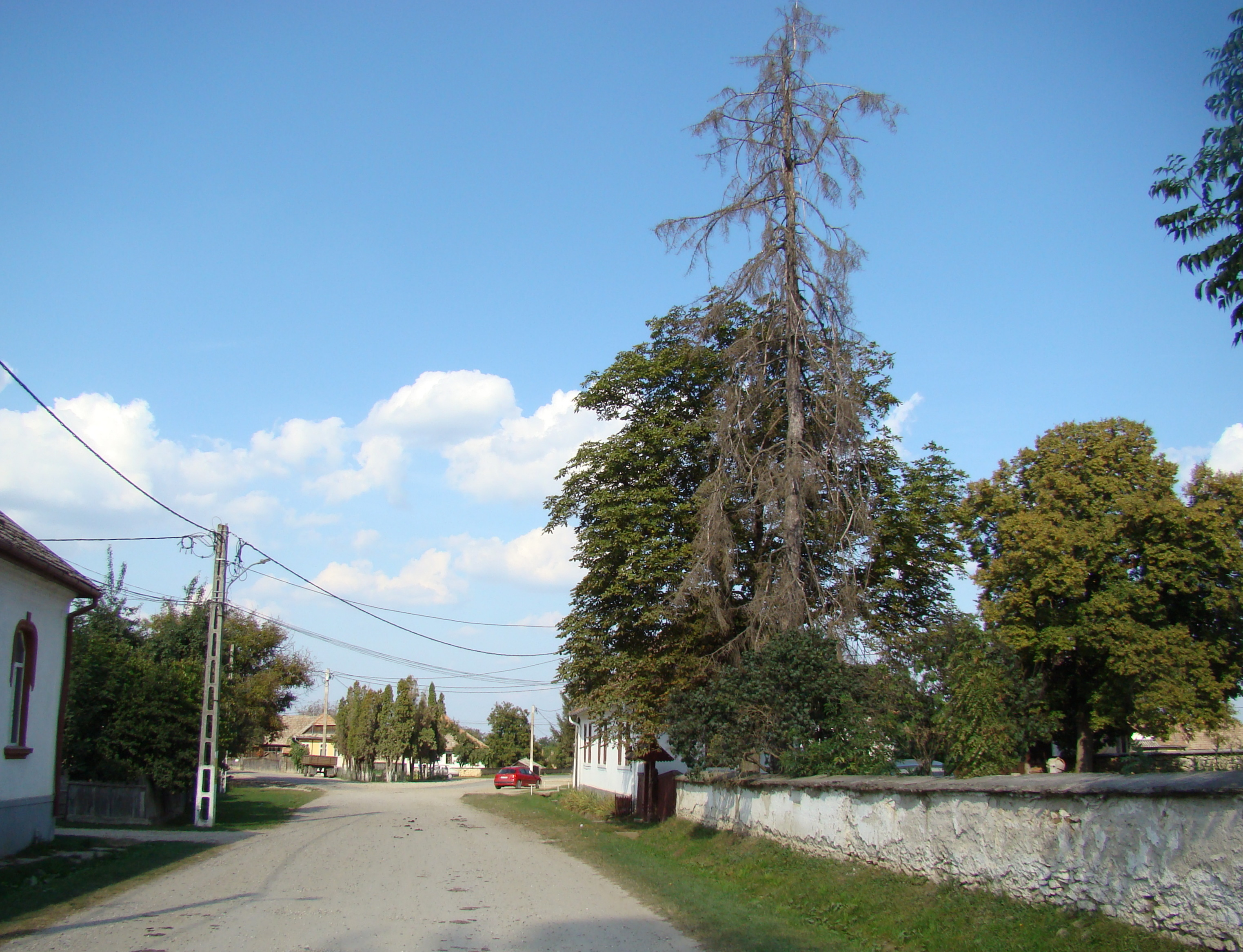
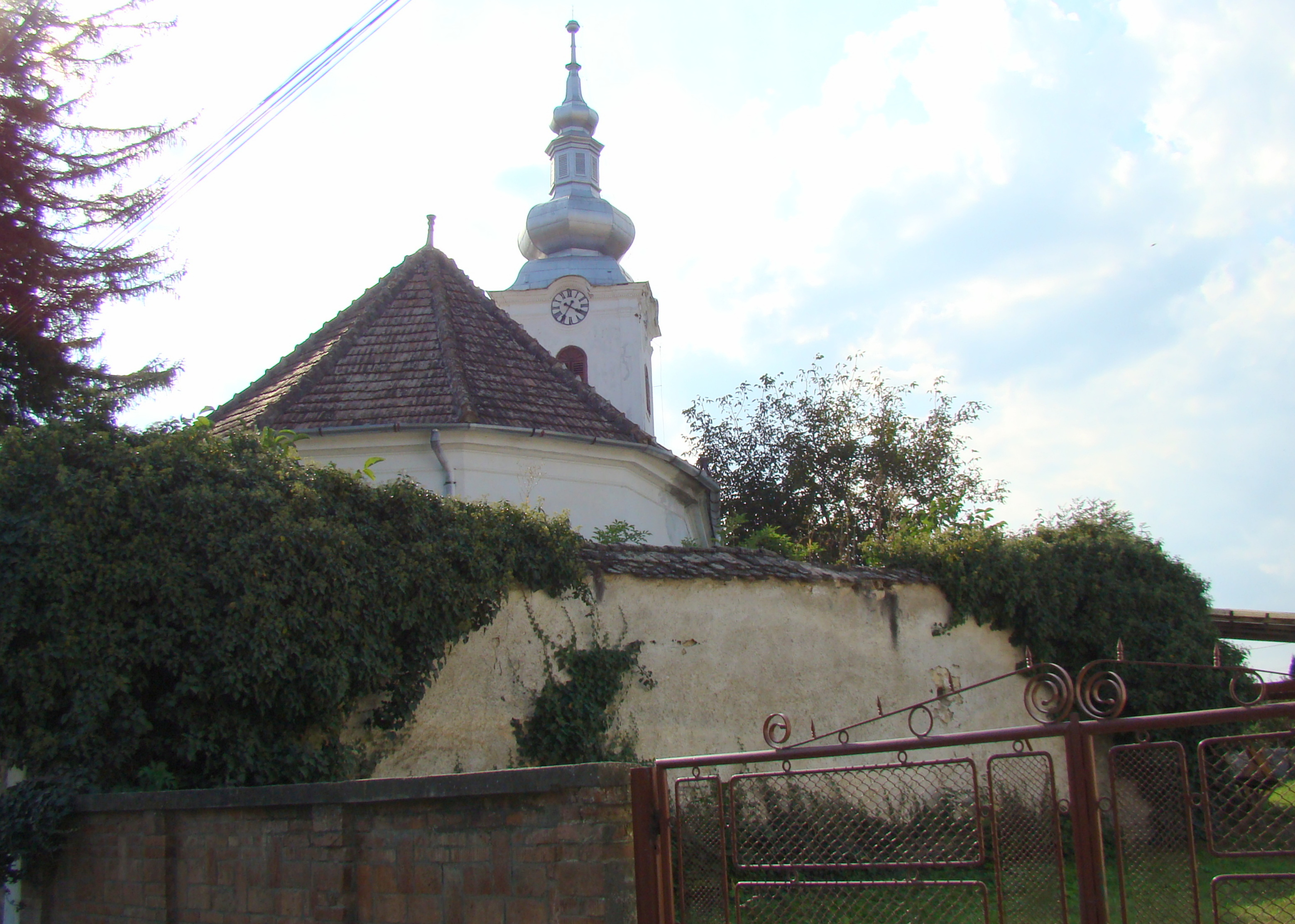
Biserica unitariană (monument istoric)
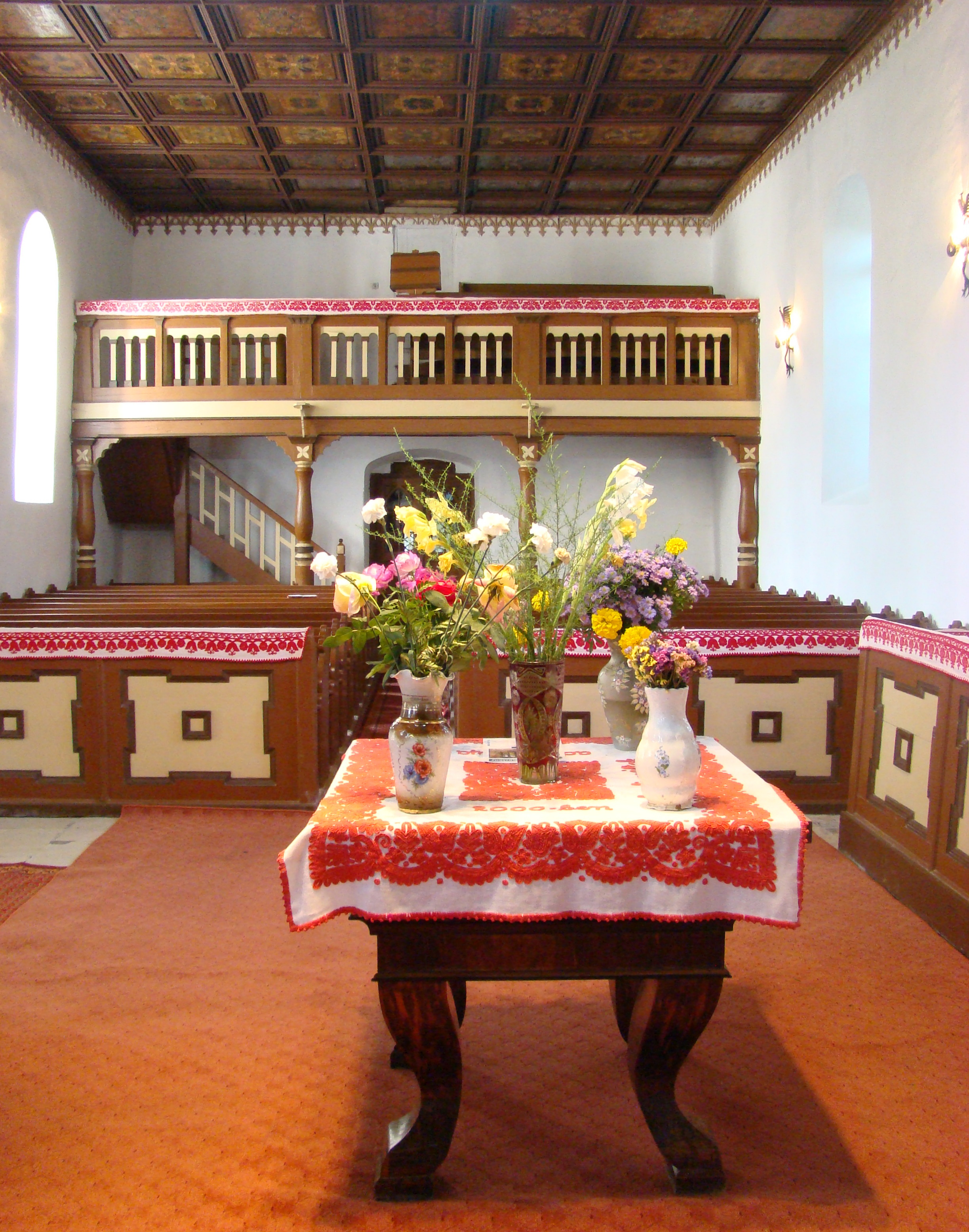
Biserica unitariană (monument istoric)
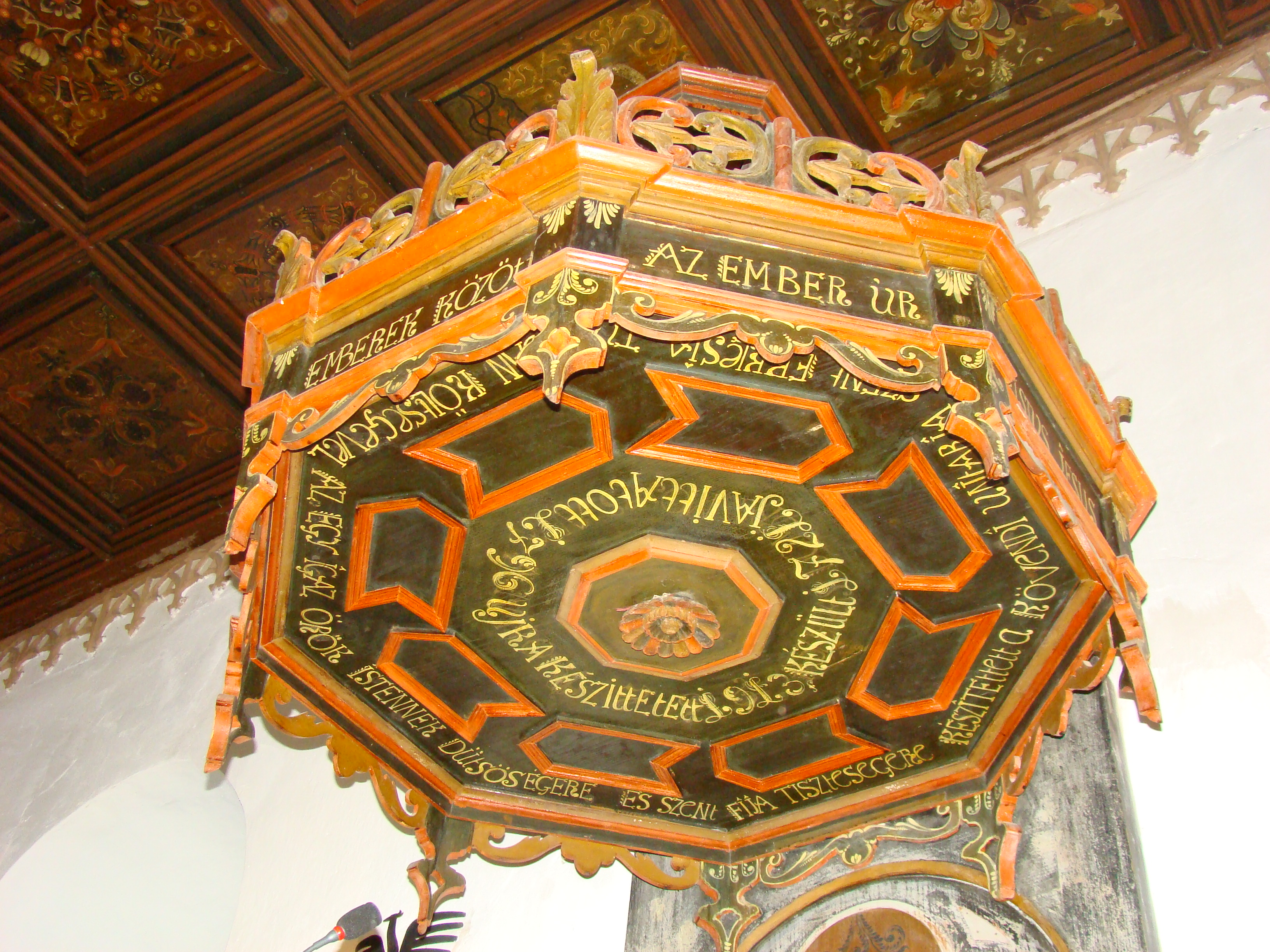
Biserica unitariană (coroana amvonului)
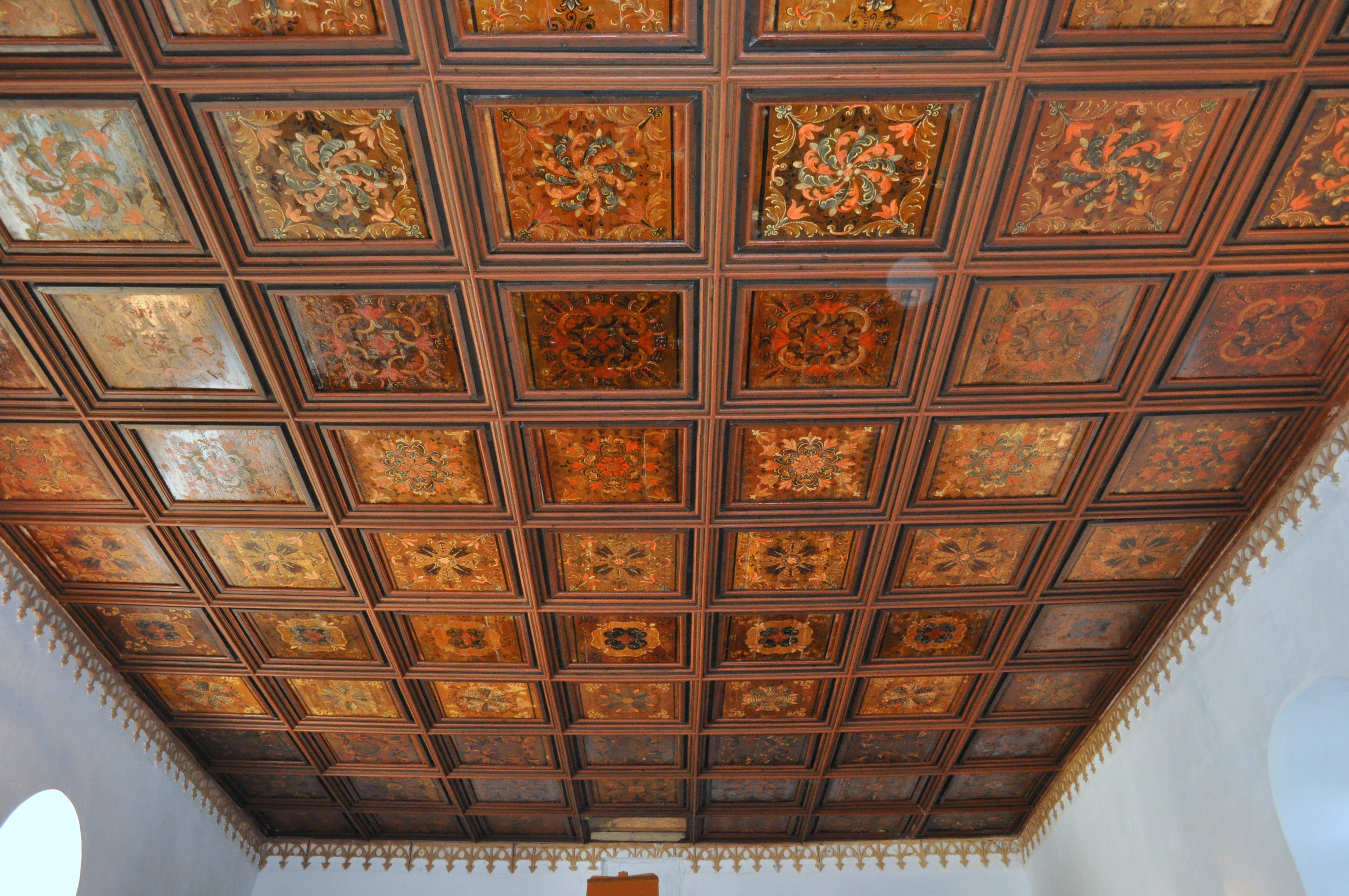
Biserica unitariană (tavanul casetat)
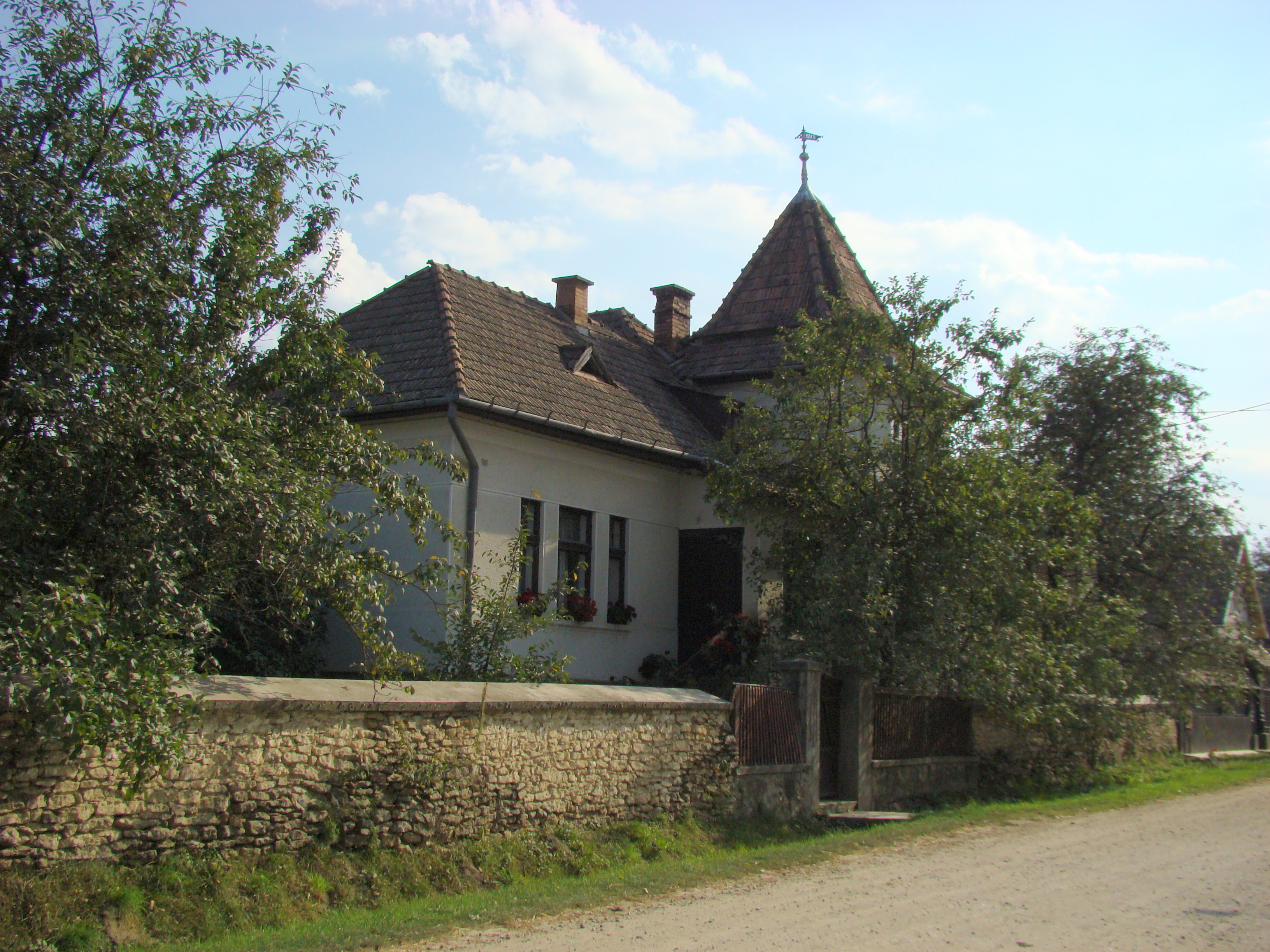
Casa parohială unitariană
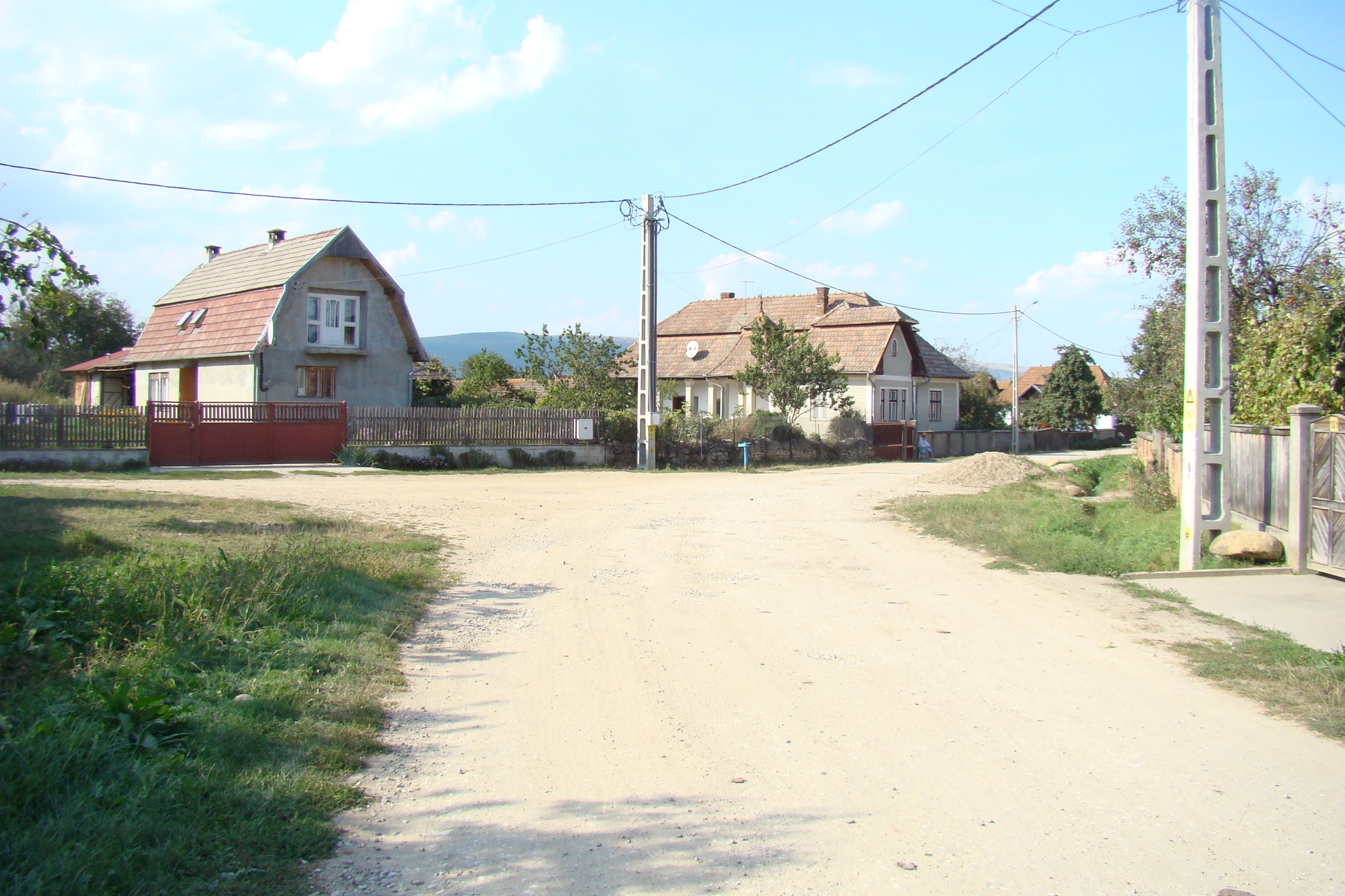
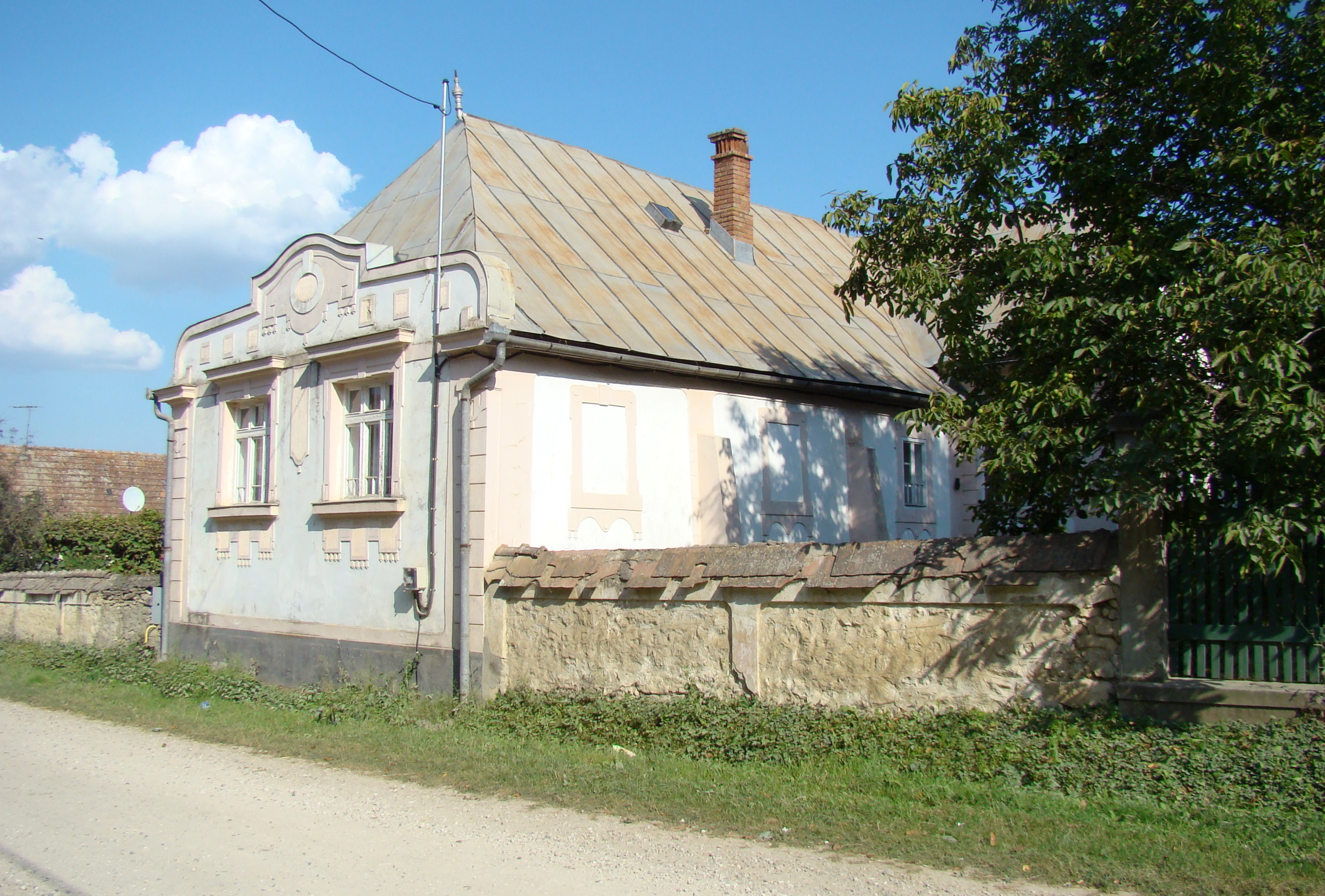
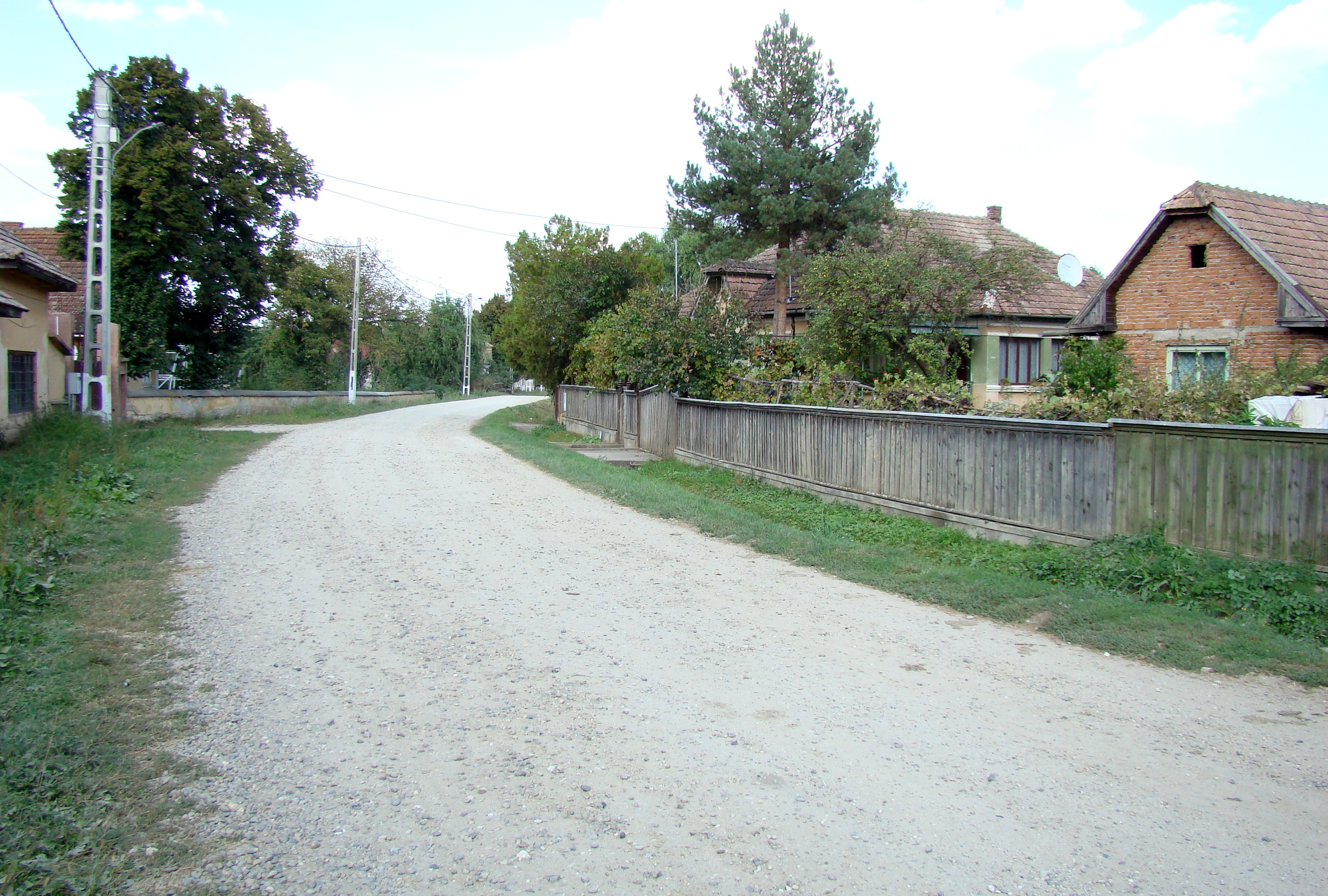
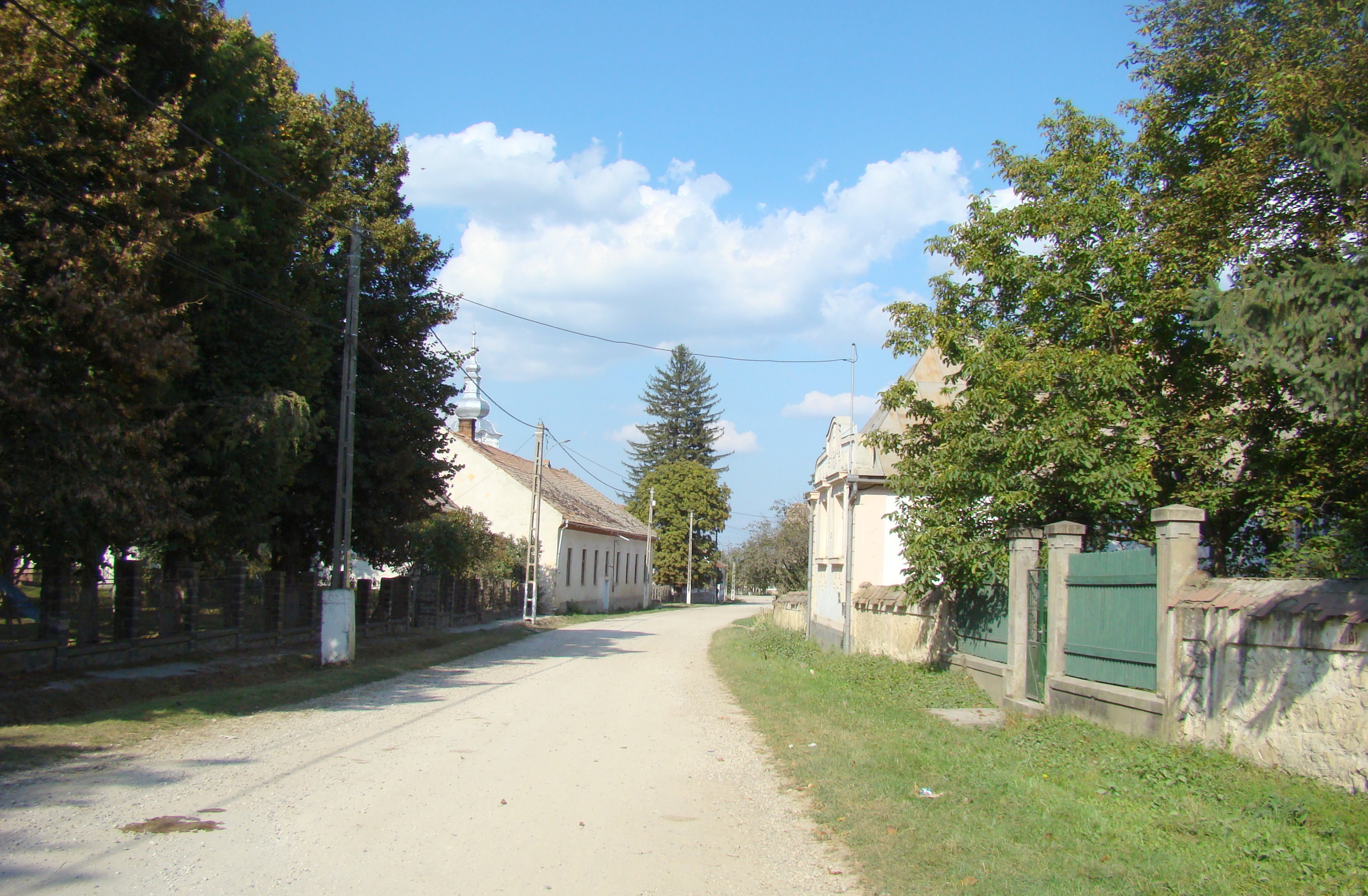